# Psephenops grouvellei
Psephenops grouvellei är en skalbaggsart som beskrevs av Champion 1913. Psephenops grouvellei ingår i släktet Psephenops och familjen Psephenidae. Inga underarter finns listade i Catalogue of Life.